# Emilia Plater
La comtessa Emilia Plater (Vílnius, 13 de novembre de 1806 — Kapčiamiestis, Lituània, 23 de desembre de 1831) fou una revolucionària de la Comunitat de les dues Nacions i és considerada una heroïna nacional de Polònia, Belarús i Lituània.
Filla del comte Franciszek Ksawery Broel-Plater i d'Anna von der Mohl, com a noble va rebre una educació àmplia que li va proporcionar coneixements d'història, política, esgrima, caça i hípica. Va estar vinculada des de ben jove al moviment nacionalista polonès.
Plater va unir-se als combatents polonesos després de l'enfrontament de l'exèrcit polonès amb el tsarista a Pristaine. Allà va crear un grup propi de partisans format per 280 fusellers, diversos centenars de camperols armats i 60 cavallers. Va lluitar contra els russos a les regions de Letgàlia i Lituània durant l'Aixecament de Novembre, i entre les seves accions destaca principalment la conquesta de Daugavpils. Posteriorment va ser designada Comandanta de la 1a Companyia del 25è regiment d'infanteria lituà i guanyà el grau de Capitana després de les batalles de Kowno i Szawle.
Després de la derrota polonesa prop de Vílnius el 6 de juliol de 1830 Emilia Plater va haver d'escapar a Varsòvia. Durant aquest període va emmalaltir greument i va morir durant l'aixecament polonès de l'hivern de 1931.
Un tipus de clematis va ser batejat amb el seu nom i el poeta Adam Mickiewicz li va dedicar el poema La mort d'un coronel.
Va ser líder en un aixecament i la seva història es va donar a conèixer àmpliament i va inspirar una sèrie d'obres d'art i literatura. És una una heroïna nacional a Polònia, Lituània i Belarús. Ha estat venerada per artistes polonesos i per la nació en general com un símbol de dones que lluiten per la causa nacional. Se l'ha anomenat Joana d'Arc lituana o polonesa.

## Biografia

### Primers anys de vida

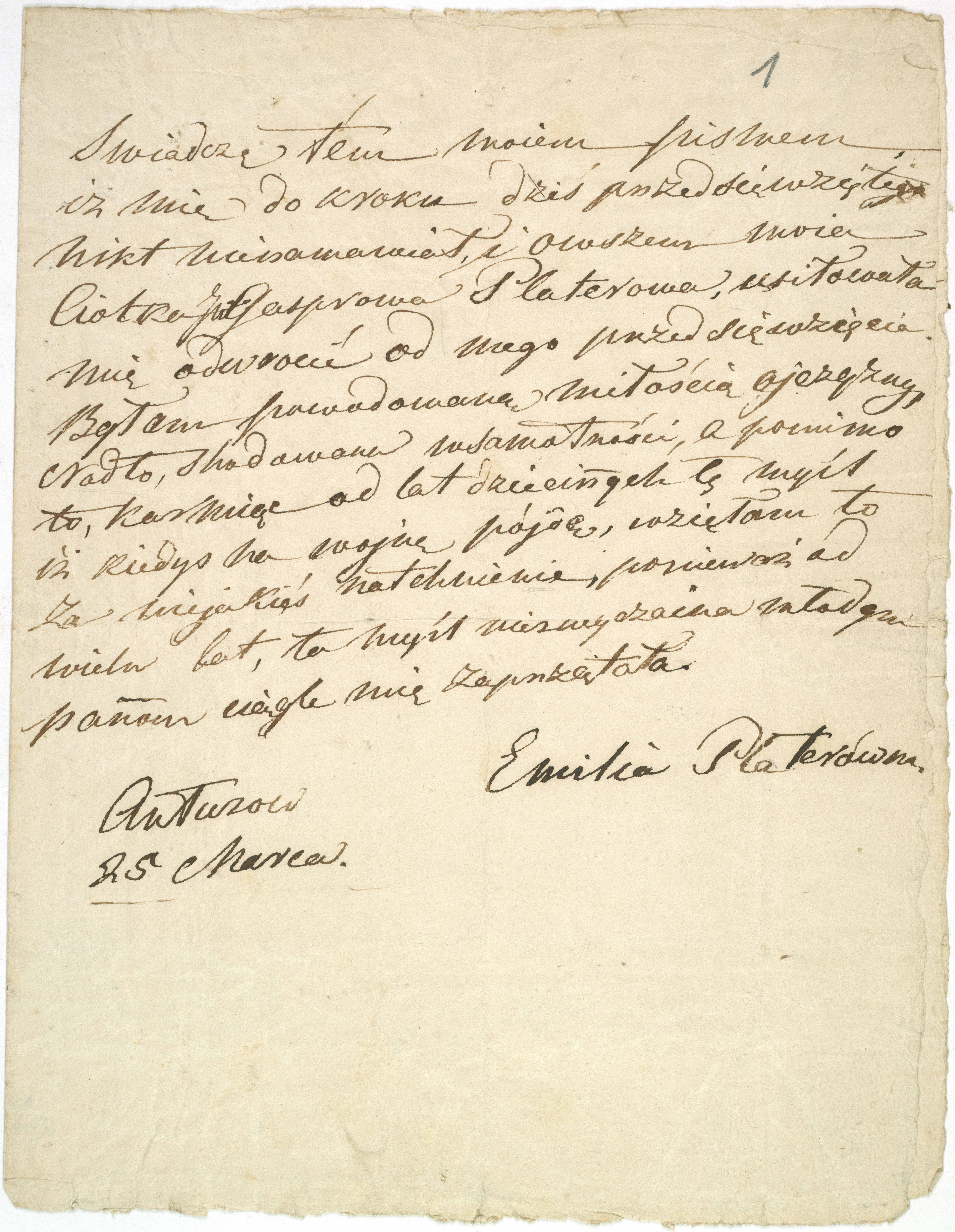
Declaració de Plater del 25 de març de 1831 sobre unir-se a l'aixecament de novembre

Plater va néixer a Vílnius en el si d'una família noble polonesa-lituana Plater. La seva família, de l’escut d'armes de Plater, va remuntar les seves arrels a Westfàlia, però va ser completament polonitzada. Gran part de la família es va traslladar a Livònia durant el segle xv i més tard al Gran Ducat de Lituània, del qual Vílnius és la capital. Es descriu com a polonesa, polonesa-lituana o lituana.
Els seus pares, Franciszek Ksawery Plater i Anna von der Mohl (Anna z Mohlów), es van divorciar el 1815 quan ella tenia nou anys. Filla soltera, va ser criada per parents llunyans, Michał Plater-Zyberk i Izabela Helena Syberg zu Wischling, a la casa pairal de la seva família Līksna prop de Daugavpils (Dźwina), aleshores Ducat de Livònia (ara Letònia). Era una família aristocràtica que posseïa diverses cases pairals al llarg del Dvinà Occidental amb uns 15.000 serfs. Plater-Zyberk va exercir com a vicegovernador de la governació de Vílna sota el governador Franciszek Ksawery Drucki-Lubecki. Entre els tutors de Plater hi havia Wilhelm von Dalwig, capità i enginyer militar que treballava a la fortalesa de Daugavpils. Plater va ser educat per apreciar els esforços de Tadeusz Kościuszko i el príncep Józef Poniatowski. Va quedar fascinada per Johann Wolfgang von Goethe i Friedrich Schiller, que sabia llegir en l'idioma original alemany. Va ser criada en un entorn que valorava la història de Polònia, i els seus herois literaris incloïen la princesa Wanda i la Grażyna d'Adam Mickiewicz. També admirava Bouboulina, una dona que esdevingué una de les icones de l'aixecament grec contra els otomans, una lluitadora polonesa Anna Dorota Chrzanowska, així com Joana d'Arc. Aquestes activitats anaven acompanyades d'un interès primerenc per l'hípica i la punteria, força poc freqüent per a les noies de principis del segle xix de famílies aristocràtiques. També estava profundament interessada en la cultura popular rutena i belarussa i tenia contactes i amics a l’Associació Filaret.
El 1823, un dels seus cosins va ser reclutat per la força a l'Exèrcit Imperial Rus com a càstig per celebrar la Constitució del 3 de maig; es diu que aquest incident va ser un dels esdeveniments clau de la seva vida i que va galvanitzar la seva actitud propolonesa i anti-russa. El 1829, Plater va començar una gran gira per la històrica Confederació de Polònia i Lituània, visitant Varsòvia i Cracòvia, i el camp de batalla de Raszyn. La seva mare va morir un any després; el seu pare es va tornar a casar i es va negar fins i tot a conèixer la seva filla. Després de l'esclat de l'aixecament de novembre contra la Rússia Imperial, es va convertir en una defensora vocal dels sentiments anti-tsaristes a les terres de l'antic Gran Ducat de Lituània. Una dotzena de dones es van unir a l'aixecament, inclosa Antonina Tomaszewska, però Plater es va convertir en la més famosa de totes.

### Aixecament

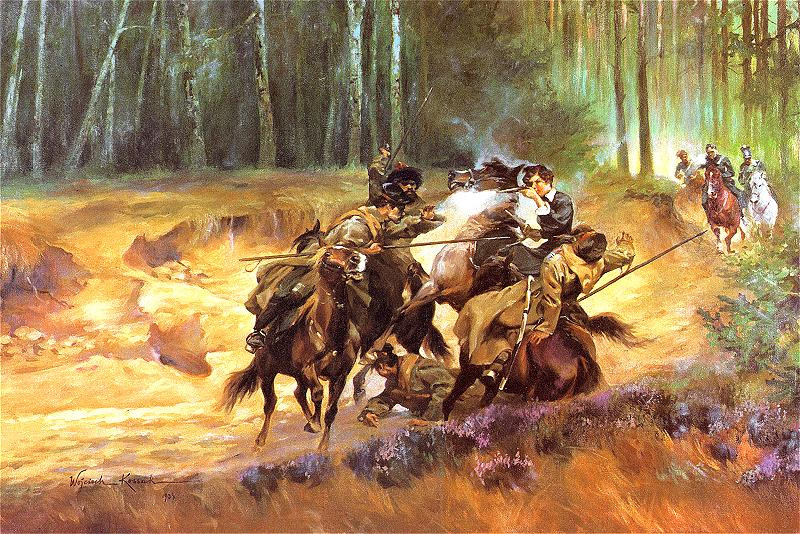
Emilia Plater en una escaramuza a Šiauliai de Wojciech Kossak

En la seva nota del 25 de març escrita a la mansió Antazavė, Plater afirma que unir-se a l'aixecament va ser la seva única idea i que havia esperat anar a la guerra tota la seva vida. Es va tallar els cabells, es va preparar un uniforme i va organitzar i equipar un grup de voluntaris. Va anar al seu cosí Cezary Plater a Dusetos i va pronunciar un discurs apassionat després d'una missa el 29 de març. L'endemà, el seu grup va atacar una estació de correus a Daugailiai i va capturar cavalls per a la seva unitat. El 4 d'abril, va signar un document declaratiu que marcava el seu accés a les forces de l'aixecament local. El mateix dia, es rumoreja que la seva unitat s'ha apoderat de la ciutat de Zarasai, encara que els historiadors no estan segurs que aquest esdeveniment hagi tingut lloc realment.
Va planejar prendre Daugavpils on dos dels seus cosins, Lucjan i Ferdynand Plater, van assistir a una escola militar i esperaven iniciar un aixecament des de dins, però després que una missió de reconeixement va descobrir que la ciutat estava defensada per una forta guarnició i que era inexpugnable per atacar per una força tan petita com la seva unitat, aquest pla va ser abandonat. La seva unitat estava formada per aproximadament 280 infants, 60 de cavalleria i diversos centenars de camperols armats amb dalles de guerra. Després es va dirigir a Samogítia i es va dirigir a Panevėžys, on el 30 d'abril va unir forces amb la unitat comandada per Karol Załuski. El 4 de maig, va lluitar en la batalla de Prastavoniai; poc després, amb Konstanty Parczewski, va lluitar a Maišiagala. El 5 de maig, va presenciar que el general Dezydery Chłapowski entrava a la zona amb una gran força i prengué el comandament de totes les unitats que lluitaven a l'antic Gran Ducat.

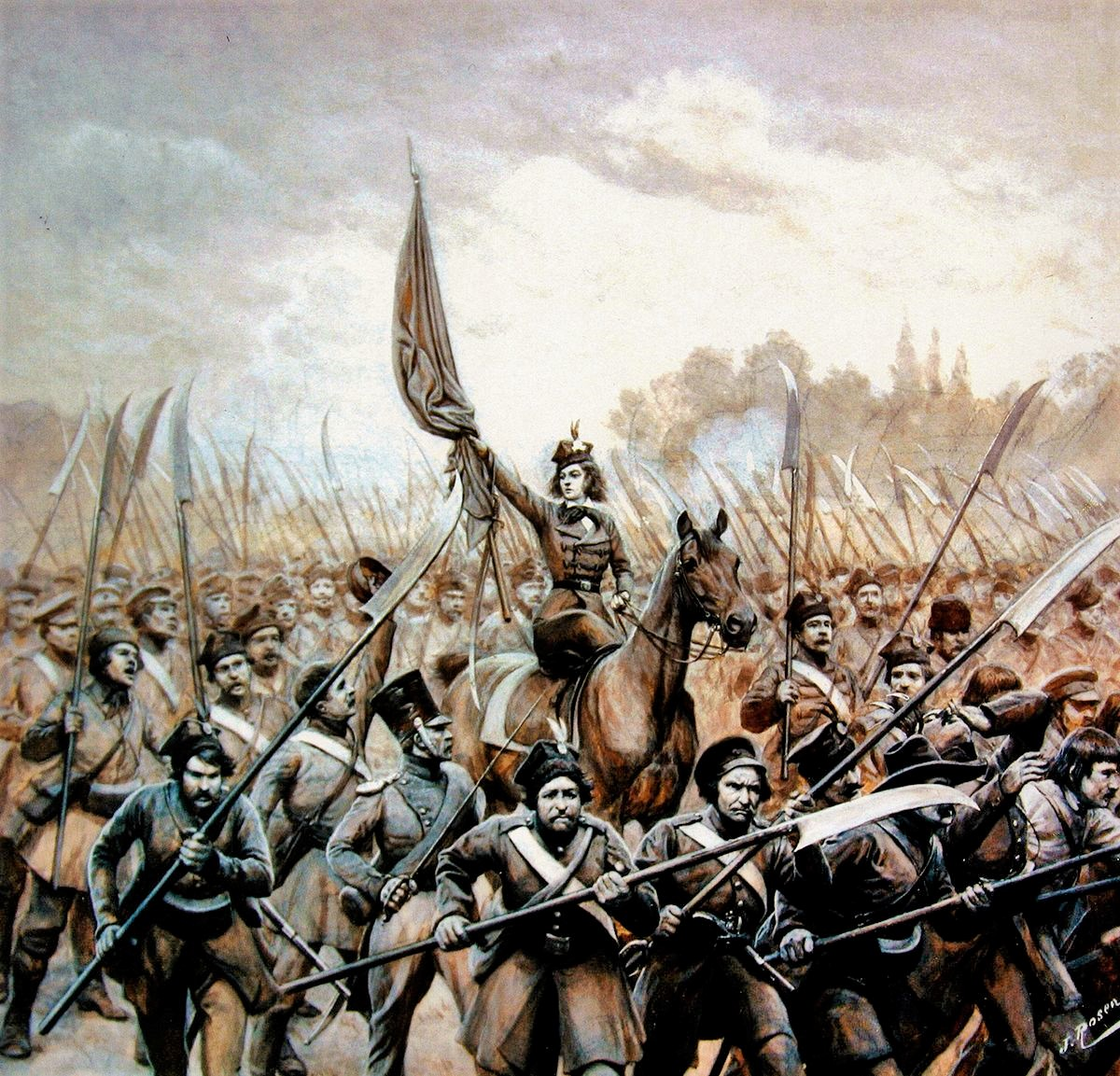
Emilia Plater liderant dallas pageses de Jan Rosen

Chłapowski va aconsellar a Plater que es retirés i tornés a casa. Ella suposadament va respondre que no tenia cap intenció de treure l'uniforme fins que la seva pàtria fos totalment alliberada. La seva decisió va ser acceptada i va ser nomenada oficial al comandament de la 1a Companyia del 25è Regiment d'Infanteria de Lituània. Va ser ascendida al rang de capità, el rang més alt atorgat a una dona en aquell moment. La seva companya Maria Raszanowicz va ser ascendida al rang de poruchik (tinent). Va passar un temps a Kaunas, abans que els insurgents es veiessin obligats a retirar-se a finals de juny. El 8 de juliol, els insurgents van intentar capturar Šiauliai però van ser derrotats pels russos. La unitat de Plater era l'encarregada de protegir la Caravana de carros amb subministraments. Quan el tren va ser atacat, uns 300 insurgents van morir i els subministraments van ser capturats pels russos.
L'endemà, el general Chłapowski va decidir travessar la frontera cap a Prússia i ser-hi internat. Plater va criticar vocalment aquesta decisió, es va negar a seguir les ordres i, en canvi, va decidir intentar trencar cap a Varsòvia i continuar la lluita. Tanmateix, després de separar-se de la força principal, acompanyada per Maria Raszanowicz i el seu cosí Cezary Plater, va emmalaltir greument. L'aixecament va acabar a l'octubre i moltes de les seves biografies afirmen que el desamor va agreujar la seva malaltia i va provocar la seva mort. Va morir a la mansió Justinavas de la família Abłamowicz (ara Vainežeris) el 23 de desembre de 1831. Va ser enterrada a la petita ciutat de Kapčiamiestis prop de Lazdijai. Després de la derrota de l'aixecament, la seva propietat va ser confiscada per les autoritats russes.
Stefan Kieniewicz, en un tractament més crític al Diccionari biogràfic polonès, assenyala que moltes de les seves gestes estan poc documentades i no sempre és possible separar la llegenda dels fets. Assenyala que no és segur que maig hagi comandat cap unitat i que el seu paper com a comandant de la companyia del 25è Regiment fos més honorífic que real. A Prastavoniai, es va desmaiar de fatiga i va caure del cavall. Va haver de ser rescatada a Kaunas, encara que els relats varien. Segons una versió, la seva roba va quedar atrapada quan passava per una porta i va caure del cavall però va ser rescatada per S. Maciewicz. Una altra versió afirma que va lluitar valentament i es va negar a retirar-se, però va ser rescatada pel coronel Kiekiernicki. A Šiauliai, la van mantenir a propòsit darrere de les línies del front, ja que els seus companys intentaven assegurar-se que no es posaria en perill.

## Llegat

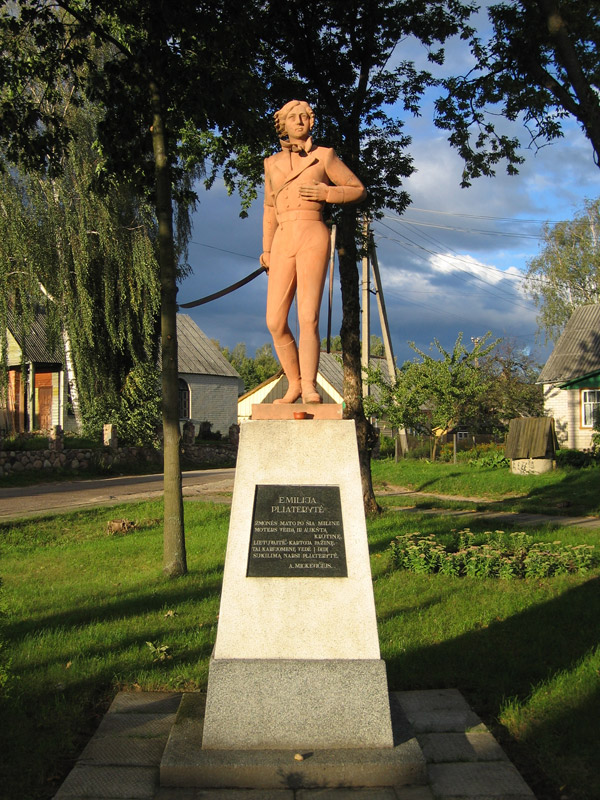
Monument d'Emilia Plater a Kapčiamiestis, Lituània, on està enterrada

El primer poema sobre Plater va ser compost per Konstanty Gaszyński el juny de 1831. La seva vida i mort van ser àmpliament difoses poc després per la premsa polonesa, la qual cosa va contribuir a la seva fama creixent. La imatge de la donzella guerrera es va popularitzar i es va convertir en un símbol de l'aixecament. Adam Mickiewicz la va immortalitzar en el seu poema de 1832, Śmierć pułkownika ('Mort d'un coronel'), on la va cridar com a líder, encara que la descripció de la seva mort és una pura ficció poètica i només es va basar vagament en la seva vida real. El poema promou a Plater de capità a coronel i es refereix a ella com a líder de l'aixecament. Mickiewicz també ha idealitzat la seva personalitat i habilitats, retratant-la com la comandant ideal, adorada pels seus soldats. Aquest poema ha entrat al currículum elemental de la Polònia comunista i independent.
Altres obres literàries basades en la seva vida van ser publicades, majoritàriament a l'estranger, tant per emigrants polonesos com per estrangers. A la literatura polonesa, la vida de Plater apareix en una novel·la de Wacław Gąsiorowski, set obres de teatre i diversos poemes, inclosos els d’Antoni Edward Odyniec i Maria Konopnicka. Una obra de teatre en quatre actes Les Polonais: événements historiques de Charles Prosper es va representar al Cirque Olympique de París el 1831. Altres obres van ser escrites per Janina Sedlaczek (1895), Władysław Winiarski (1912), Adam Znamirowski (1915), Eustachy Bězězězězé (1915), Eustachy Bězězězězé (1895), Wadysław Winiarski (1912). z Korczyński (1933), Tadeusz Orsza Korpal (1937). Una obra lituana d’Antanas Vienuolis va ser presentada pel Teatre musical de Kaunas el 1939. LRT Radijas va emetre un drama poètic de Judita Vaičiūnaitė.

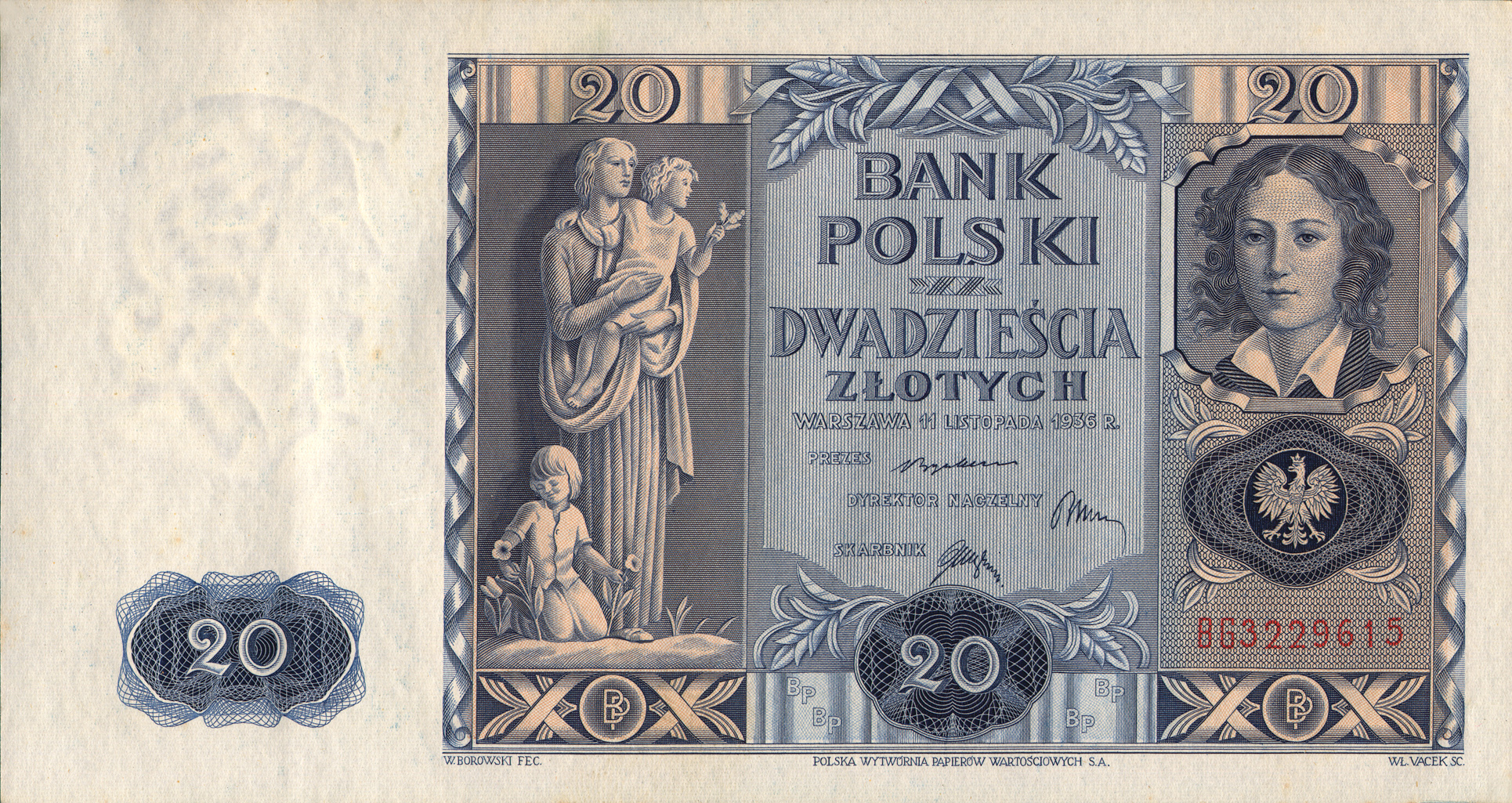
Billet de 20 złoty que representa Plater

Józef Straszewicz va publicar tres versions successives de la seva biografia en francès. Una traducció a l'anglès, amb el suport, entre d'altres, del president John Tyler, es va publicar a Nova York el 1843. La majoria dels biògrafs i escriptors posteriors segueixen en gran manera la versió idealitzada de la seva vida presentada per Straszewicz. Plater també va ser un model a seguir a Woman in the Nineteenth Century (1845) de la defensora dels drets de les dones Margaret Fuller. El 1996, Halina Filipowicz va publicar un estudi des d'una perspectiva feminista sobre el llegat de Plater sobre el rols de gènere i els estereotips a Polònia.

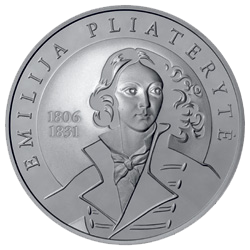
Moneda lituana de 50 Litas commemorativa del 200 aniversari del naixement de Plater.

També es va convertir en el tema de les pintures de diversos artistes de l'època, entre ells Hippolyte Bellangé, Achille Devéria, Philipp Veit i Wojciech Kossak. Una litografia de François Le Villain basada en l'obra de Devéria es va convertir en un dels retrats més reconeixibles d'ella, popularitzant la seva imatge de guerrera delicada i noble.
Emilia Plater ha estat representada al bitllet de 50 zloty el 1940. Va ser representada al bitllet de 20 zlotys de la Segona República Polonesa. Durant la Segona Guerra Mundial, una unitat de suport femenina polonesa, Emilia Plater 1r Batalló de Dones Independents, una part de la 1a Divisió d'Infanteria Tadeusz Kościuszko polonesa soviètica va ser batejada així en el seu honor; els seus antics membres van fundar un poble de Platerówka a la Baixa Silèsia. Diversos carrers, inclòs Ulica Emilii Plater a Varsòvia. A Kapčiamiestis, es va obrir un petit museu commemoratiu en el seu honor el 1984 i un monument a Plater per l'escultor Antanas Ambrulevičius es va erigir el 1999.
Emilia Plater és mecenes de 14 escoles a Polònia i diverses a Lituània.
A Belarús s'han fet exposicions artístiques i històriques en commemoració d'Emilia Plater, tot i que la seva figura segueix sent ignorada en gran part per la ideologia estatal oficial del règim d'Aleksandr Lukaixenko.